# Matthew Dryke
Matthew Alexander Dryke, né le 21 août 1958 à Port Angeles, est un tireur sportif américain. 

## Biographie
Aux Jeux olympiques d'été de 1984 à Los Angeles, Matthew Dryke est sacré champion olympique de skeet. Il participe aussi aux épreuves de skeet des Jeux de 1988 et de Jeux olympiques d'été de 1992, se classant respectivement aux 24e et 6e places.